# (6288) 1984 ER1
1984 إي أر 1 (ويعرف أيضًا باسم (6288) 1984 إي أر 1 وفق تسمية الكوكب الصغير) (بالإنجليزية: 1984 ER1)‏ هو كويكب ضمن حزام الكويكبات؛ وترتيبه 6288 من حيث الاكتشاف.
اكتُشف هذا الجُرم الفلكي بواسطة هنري ديبهون في 2 مارس 1984.

## وصلات خارجية
- (6288) 1984 ER1 في قاعدة بيانات مختبر الدفع النفاث لأجرام النظام الشمسي الصغيرة

- الاكتشاف · مخطط المدار ·  العناصر المدارية · المعلمات المادية

- (6288) 1984 ER1 على موقع ويكي سكاي: DSS2, SDSS, GALEX, IRAS, Hydrogen α, X-Ray, Astrophoto, Sky Map, Articles and images